# Comuna Mnov, Cernihiv
Mnov (în ucraineană Мньов) este o comună în raionul Cernihiv, regiunea Cernihiv, Ucraina, formată din satele Hleadîn, Hrapate, Mnov (reședința) și Pustînkî.

## Demografie
Componența lingvistică a comunei Mnov
     Ucraineană (97,98%)
     Rusă (1,38%)
     Alte limbi (0,53%)
Conform recensământului din 2001, majoritatea populației comunei Mnov era vorbitoare de ucraineană (97,98%), existând în minoritate și vorbitori de rusă (1,38%).